# Sannohe
Sannohe (三戸町?) è una cittadina giapponese della prefettura di Aomori.